# О несуществовании бога
«О несуществовании бога» (лат. De non existentia Dei) — трактат брестского философа Казимира Лыщинского написанный на латинском языке, за который в дальнейшем он был сожжен.

## История
Трактат был написан после того, как Казимир покинул орден иезуитов. Он состоял из 530 страниц в 15 тетрадях. Трактат был найден в доме Казимира Лыщинского во время обыска по доносу его соседа Яна Бжоски. После находки трактата он был сожжен. Сохранилось всего 5 фрагментов, обнаруженных только в 1957 году, смысл которых сводится к отрицанию существования Бога и обвинению клерикалов в «гашении света разума». Бог, судя по трактату, не существует, являясь химерой человеческого сознания, используемой церковью и государством в своих целях. Библия написана людьми, которые с её помощью поддерживают обман. После находки этих 5 фрагментов, они были опубликованы польским философом Анджеем Новицким в журнале Свет.
В 2015 году польский писатель Ежи Кохан написал книгу под названием «De non existentia Dei», где первым героем книги является Казимир Лыщинский.

## Сохраненные фрагменты
Перевод с латыни, опубликованный в "Из истории философской и общественно-политической мысли Белоруссии".

1) Заклинаем вас, о богословы, именем вашего бога; разве вы этим не гасите свет разума, не отнимаете солнца у мира, не опрокидываете с небес вашего бога, когда вы приписываете богу    невозможное, противоречивые черты и свойства бога (4, 24—28) [Цифры в скобках обозначают страницы и строчки рукописи]. 
2) Человек — создатель бога, а бог — творение и создание человека. Таким образом, люди — творцы и создатели богов, и бог является не действительной сущностью, а [творением] разума и к тому же химерическим; поэтому бог и химера — одно и то же (11/32—36). 
3) Религия установлена людьми неверующими, чтобы им воздавали почести... Вера в бога введена безбожниками. Страх божий внушен не имеющими страха для того, чтобы [их] боялись. Вера, которую считают священной, — это человеческая выдумка. Учение, будь то логическое или философское, которое кичится тем, что оно учит истине о боге, ложно. И, наоборот, то, что осуждено как ложное, есть правдивейшее (11, 37 и 1—5). 
4) Лжемудрецы обманывают простой народ, опутывая его лживой верой в бога и поддерживают ее таким образом, что даже если бы мудрецы захотели его [народ] освободить с помощью истины от этого угнетения, то их [т. е. мудрецов] подавляют при помощи [самого же] народа (12, 6—10). 

5) Однако мы не находим ни в нас самих, ни в других этого веления разума, укрепляющего нас в откровении божьем, ибо если бы оно в нас было, то все бы согласились, не сомневались и не возражали бы против писания Моисея и Евангелия (которое ложно) и не было бы различных изобретателей разных сект и их приверженцев - магометан и т. д. и т. п. Однако об этом не знают и подвергают это сомнению, а также высказывают противоречивые мнения не только несмышлёные, но и мудрецы, которые путем правильного рассуждения, так же как и я, доказывают противоположное. Следовательно, бога нет (12, 11—20 и 23).

## Критика
Философ-иезуит Игнатий Франтишек Запольский в письме от 19 ноября 1698 так охарактеризовал философию Лыщинского:
Следует заключить, что этот атеист господин Лыщинский всё выводил из природы. Основа заблуждения этого атеиста отрицательная и положительная. Отрицательная: он утверждал и доказывал в своих писаниях, которые я читал и по повелению светлейшего короля Яна III коротко изложил в Гродно — „нет и не может быть никакого доказательства существования Бога“; и он старался решить вопросы, которые обычно ставятся всеми. Положительной основой было то, что Бог существует, что утверждается и нами; она включает сложности (запутанности), связанные с тайной св. Троицы и свободными деяниями Бога.